# TCIFA National Academy
Die TCIFA National Academy ist ein Mehrzweckstadion auf Providenciales, Turks- und Caicosinseln. Das 2004 errichtete Stadion wird überwiegend für Fußball genutzt. 3000 Zuschauer finden Platz.